# Psephotellus chrysopterygius
Il pappagallo spalledorate (Psephotellus chrysopterygius (Gould, 1858)) è un uccello della famiglia degli Psittaculidi.

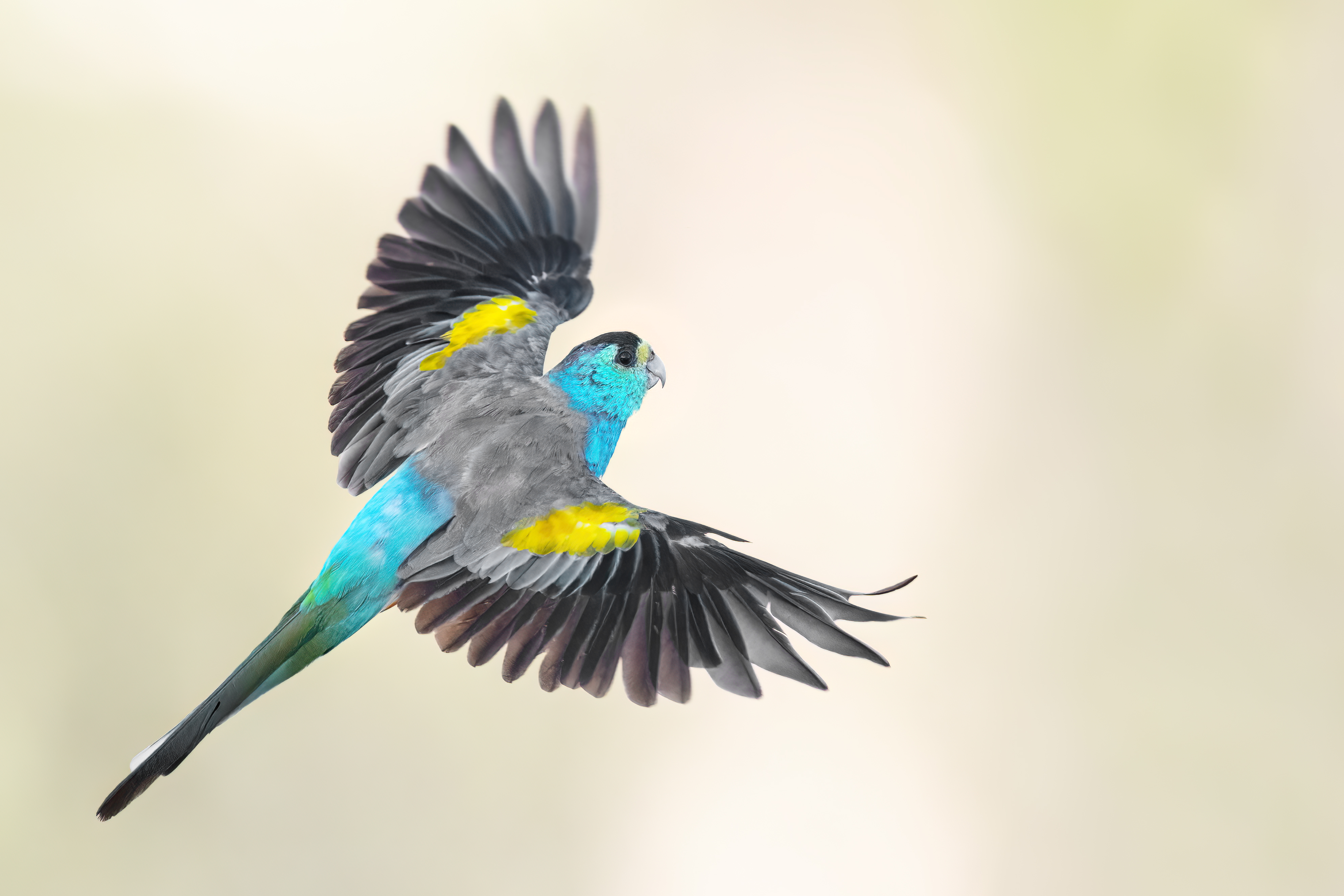
Maschio di Psephotellus chrysopterygius in volo.